# Інформаційне бюро НАТО в Москві
Дата заснування Інформаційного бюро НАТО в Москві — 15 грудня 2000 року. Бюро знаходиться при Посольстві Королівства Бельгія в Російській Федерації.
Після заснування Ради Росія — НАТО в травні 2002 року перед Інформаційним бюро було поставлене завдання інформувати російську громадськість про здобутки Ради.

## Мета
Мета Інформаційного бюро НАТО в Москві — сприяти, щоб громадськість Росії розуміла розвиток відносин між Російською Федерацією та НАТО. Інформаційне бюро є координаційним центром для поширення інформації в Росії щодо ролі та завдань НАТО.

## Повноваження, завдання та обов'язки
Інформаційне бюро НАТО працює в таких напрямках: поширення офіційної інформації про НАТО серед російської громадськості, включаючи ЗМІ, державні органи, федеральні та регіональні законодавчі органи, збройні сили, неурядові організації, а також освітні та науково-дослідні організації;
фінансова підтримка проектів, що передбачають обмін інформацією, включаючи семінари на регіональному, національному та міжнародному рівні, конференції та засідання «за круглим столом» у Російській Федерації з питань європейської та глобальної безпеки із зосередженням уваги на ролі НАТО та співробітництві між НАТО та Росією;
організація візитів громадян Росії до штаб-квартири НАТО та органів НАТО, а також представників НАТО — в Російську Федерацію;
надання інформації щодо освітніх і наукових програм російським організаціям і потенційним російським кандидатам на гранти;
поширення друкованої інформації та інформації в електронному форматі щодо НАТО та євроатлантичної безпеки;
створення сторінки в мережі Інтернет для інформування щодо заходів, організованих Інформаційним бюро НАТО, та висвітлення в Росії подій, що стосуються відносин між НАТО та Росією.

## Контактна інформація
Інформаційне бюро НАТО при Посольстві Королівства Бельгія в Російській Федерації
Росія, 119049
м. Москва, вул. Митна 3
http://www.nato.int/nio [Архівовано 6 липня 2014 у Wayback Machine.]